# Fernando Vérgez Alzaga
Fernando Vérgez Alzaga L.C. (Salamanca, 1 maart 1945) is een Spaans geestelijke en een kardinaal van de Rooms-Katholieke Kerk, werkzaam voor de Romeinse Curie.
Vérgez Alzaga trad in 1965 in bij de priestercongregatie Legionairs van Christus, waarbij hij zijn plechtige geloften aflegde. Hij werd bij deze congregatie op 26 november 1969 priester gewijd. Hij studeerde filosofie en theologie aan de Pauselijke Universiteit Gregoriana in Rome.
In 1972 trad Vérgez Alzaga in dienst van de Romeinse Curie. Hij was werkzaam bij de congregatie voor de Instituten van Gewijd Leven en Gemeenschappen van Apostolisch Leven (1972-1984), de Pauselijke Raad voor de Leken (vanaf 1984) en de Administratie van het Patrimonium van de Heilige Stoel (tot 2004). Hij was van 2004 tot 2008 hoofd van het Internetbureau van de Heilige Stoel.
Van 2008 tot 2021 was Vérgez Alzaga directeur Telecommunicatie en Informatiesystemen van de Staat Vaticaanstad. Op 30 augustus 2013 werd hij tevens benoemd tot secretaris-generaal bij het Gouverneurschap van Vaticaanstad. Vérgez Alzaga werd op 15 oktober 2013 benoemd tot titulair bisschop van Villamagna in Proconsulari; zijn bisschopswijding vond plaats op 15 november 2013.
Vérgez Alzaga werd op 8 september 2021 (met effectieve ingangsdatum 1 oktober 2021) benoemd tot president van de Pauselijke Commissie voor de Staat Vaticaanstad; hij werd tegelijkertijd bevorderd tot titulair aartsbisschop.
Vérgez Alzaga werd tijdens het consistorie van 27 augustus 2022 kardinaal gecreëerd. Hij kreeg de rang van kardinaal-diaken. Zijn titeldiakonie werd de Santa Maria della Mercede e Sant'Adriano a Villa Albani.
Op 7 maart 2023 werd Vérgez Alzaga benoemd tot lid van de Raad van Kardinalen.
Op 1 maart 2025 ging Vérgez Alzaga met emeritaat als president van de Pauselijke Commissie voor de Staat Vaticaanstad. Op dezelfde dag verloor hij - in verband met het bereiken van de 80-jarige leeftijd - het recht om deel te nemen aan een toekomstig conclaaf.
- Gemeinsame Normdatei: 1266471286
- Virtual International Authority File: 1601166237091196380004